# Mkuze Game Reserve
La Mkuze Game Reserve ou Mkhuze Game Reserve ou uMkhuze Game Reserve est une réserve animalière de 40 000 hectares située dans le nord du KwaZulu-Natal en Afrique du Sud. 

## Histoire
Elle a été proclamée zone protégée le 15 février 1912.

## Géographie
La réserve possède une grande variété d’habitats naturels : des pentes orientales des monts Lebombo, le long de sa limite orientale, aux larges étendues de savane d’acacias. On y trouve aussi des marais et des forêts. Parmi ces dernières, un rare type de forêt des sables. Elle possède plus de 420 espèces d’oiseaux. La rivière Mkuze serpente le long des frontières nord et est.

## Galerie

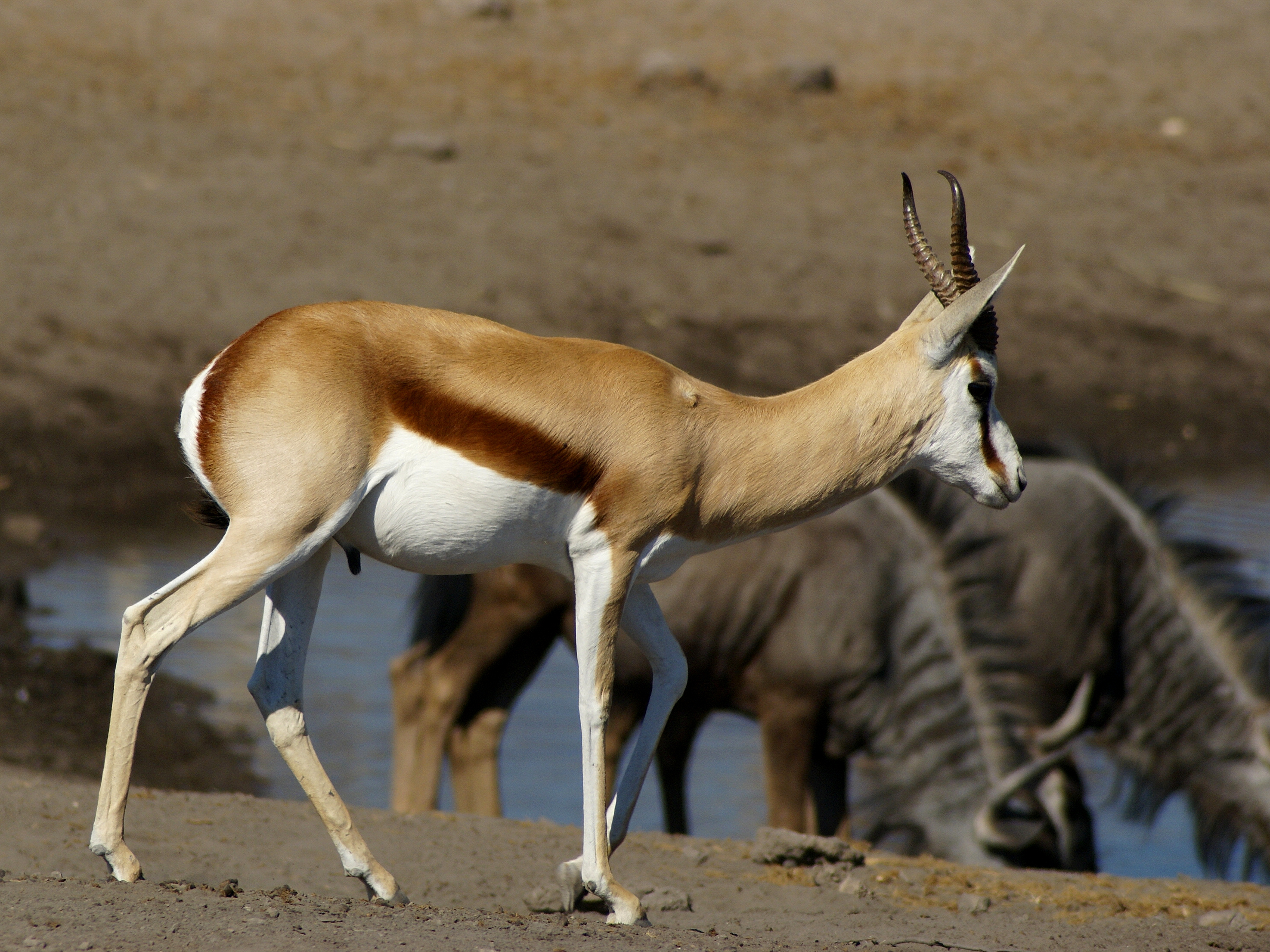
Springbok
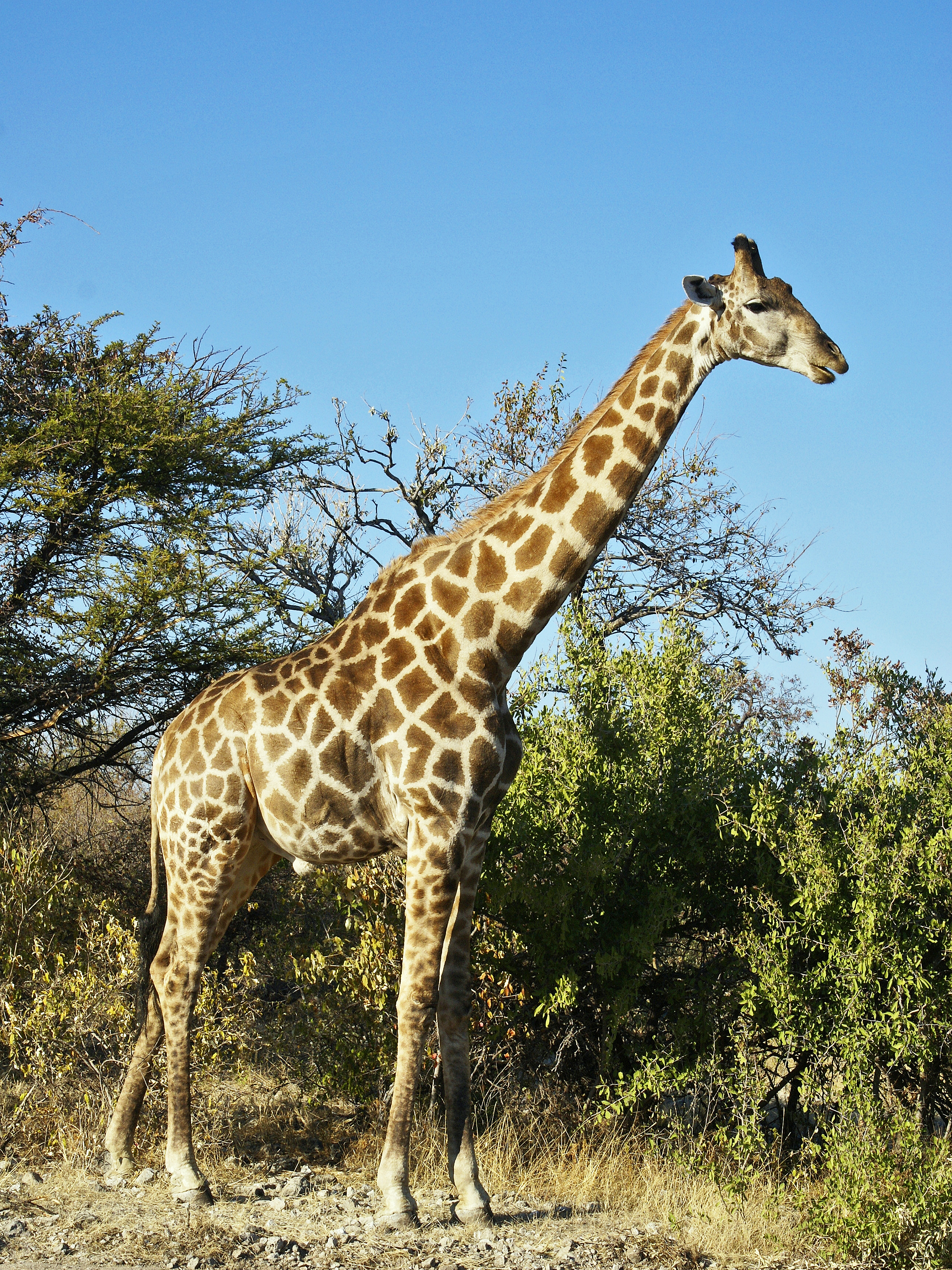
Girafe
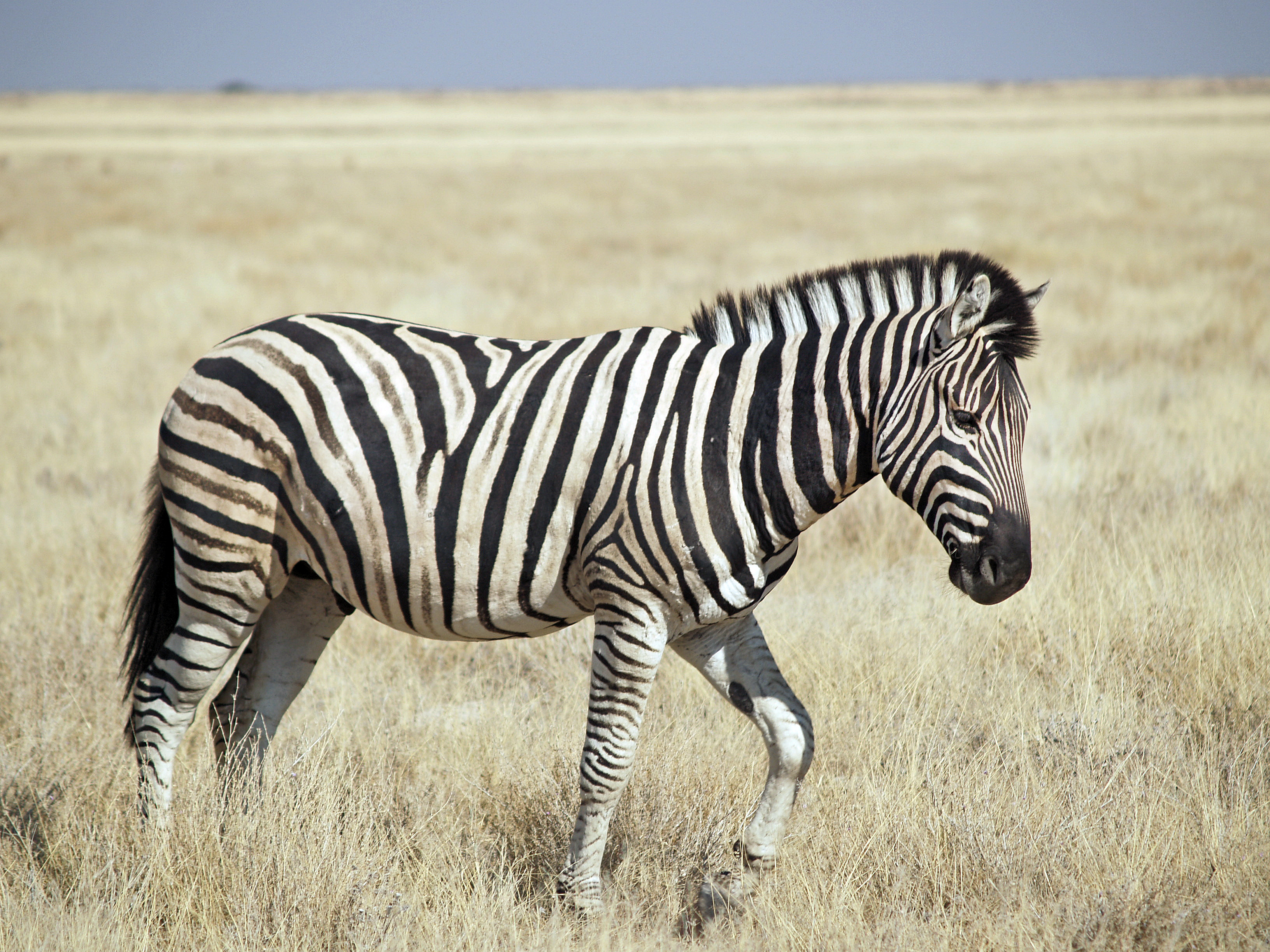
Zèbre de Burchell
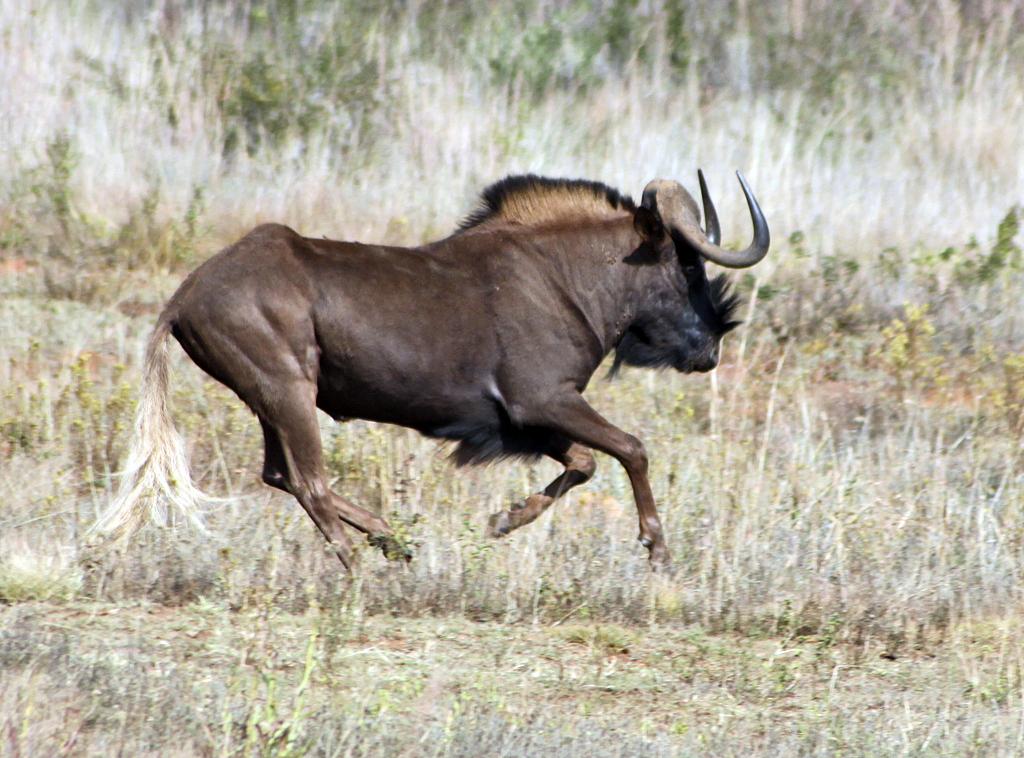
Gnou noir
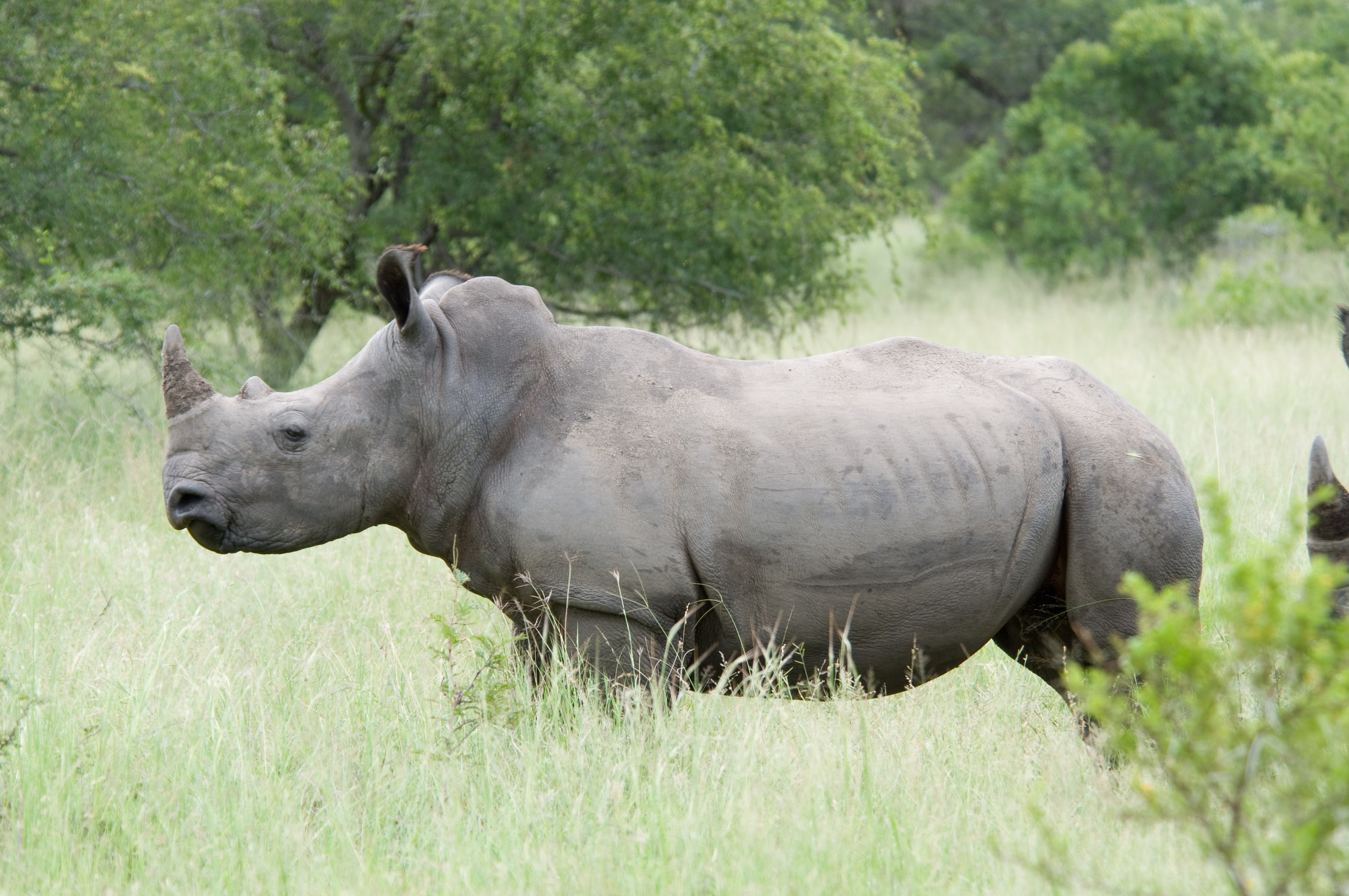
Rhinocéros blanc
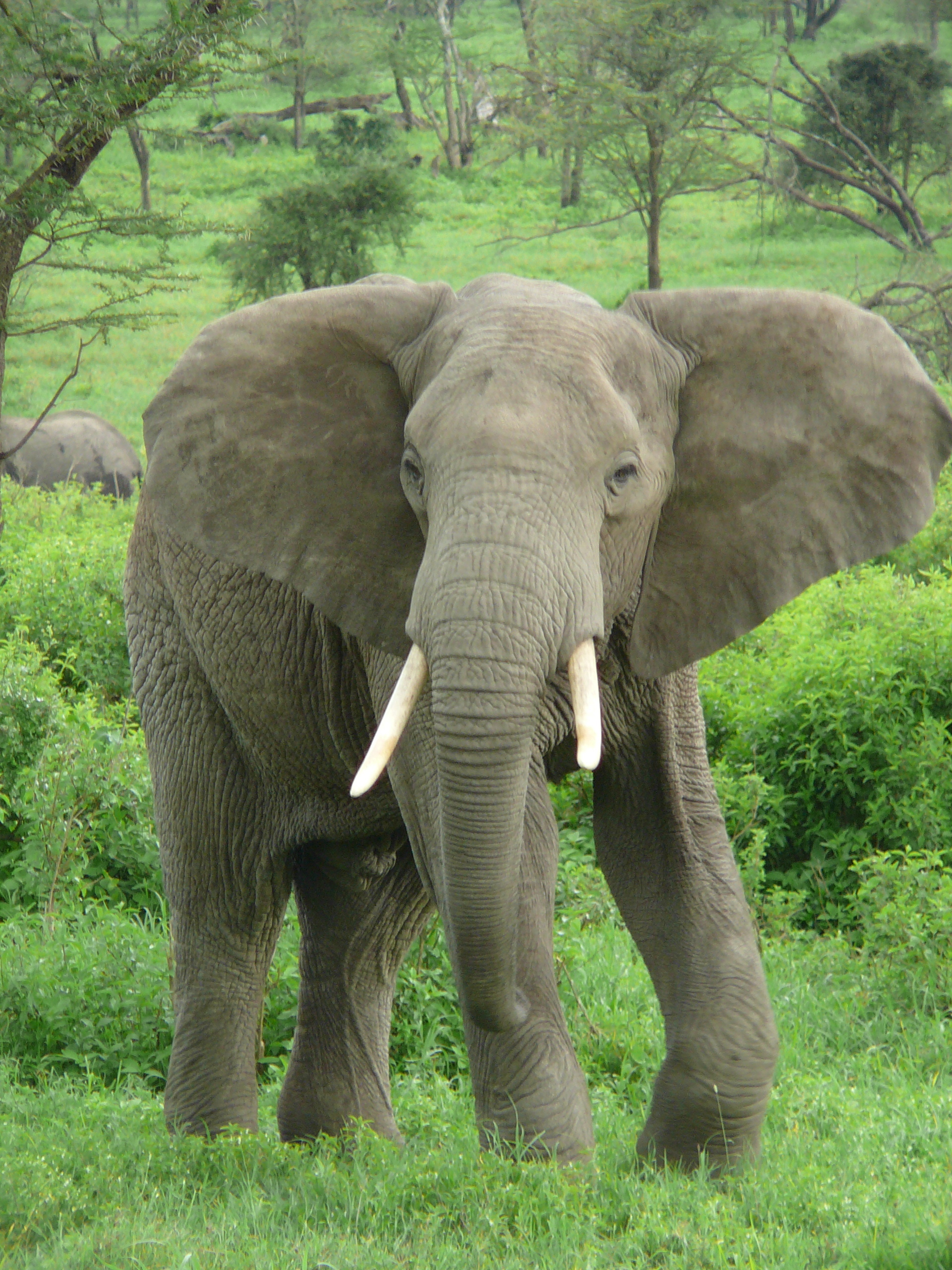
Elephant
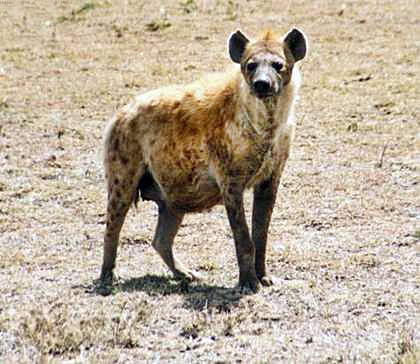
Hyène
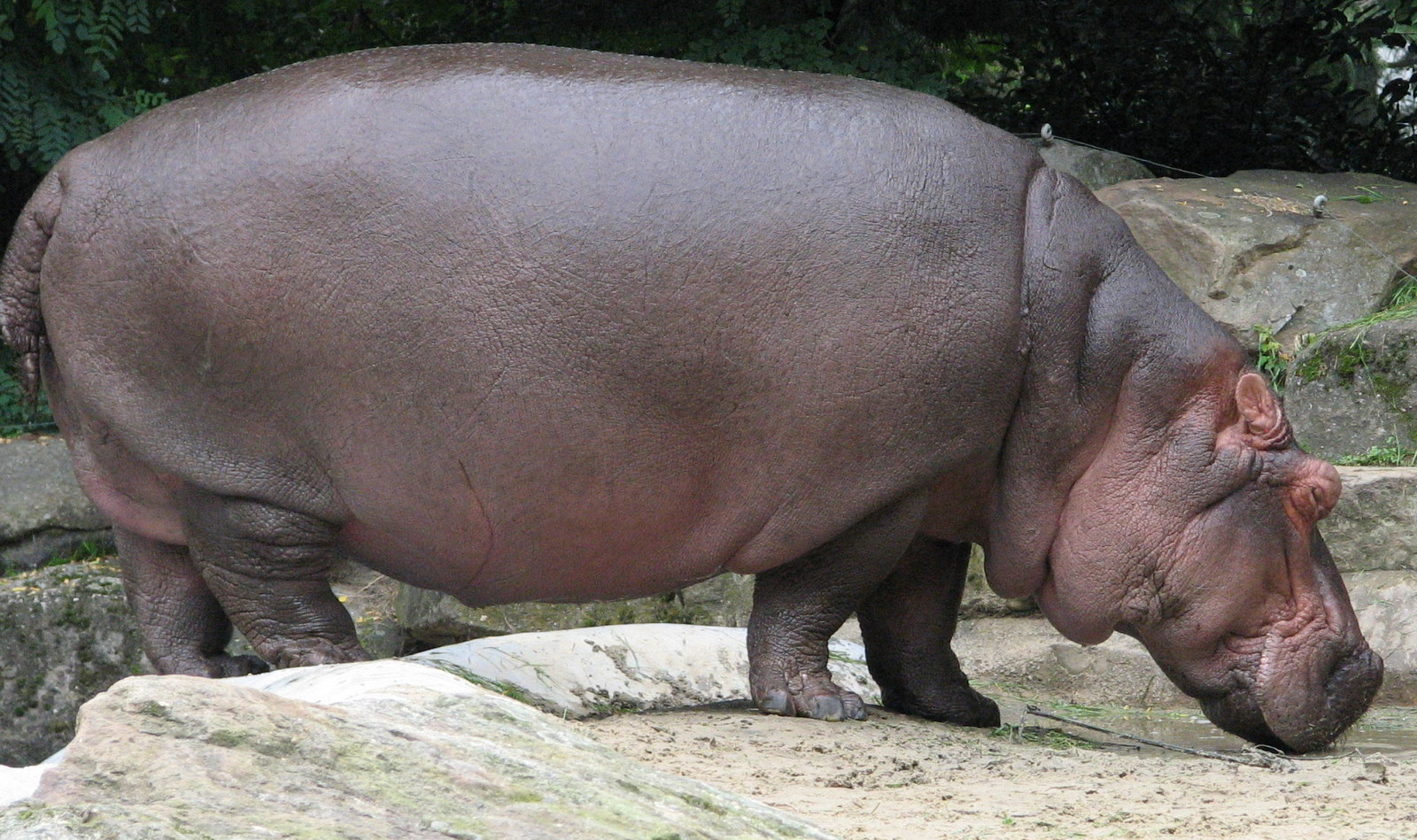
Hippopotame
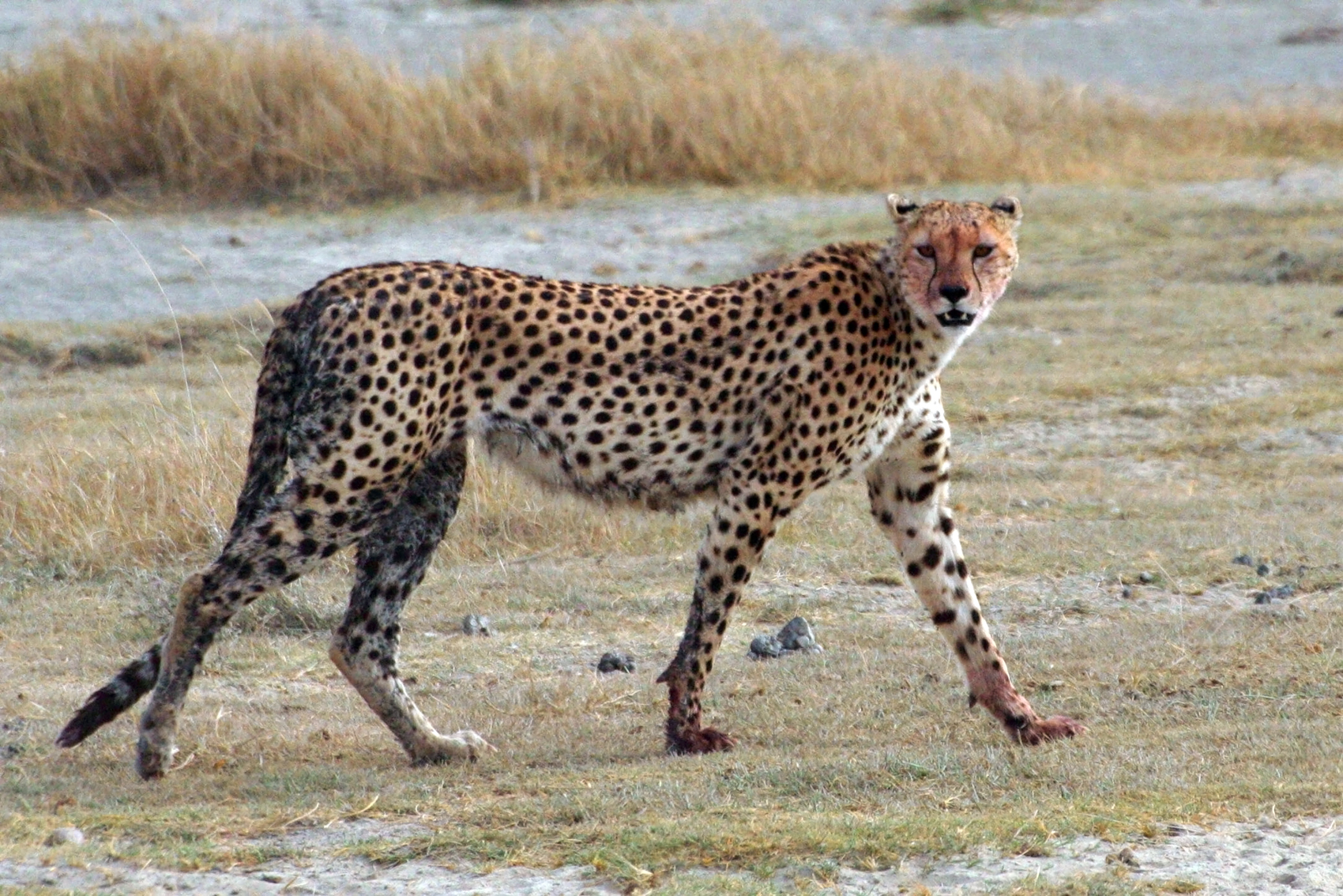
Guépard
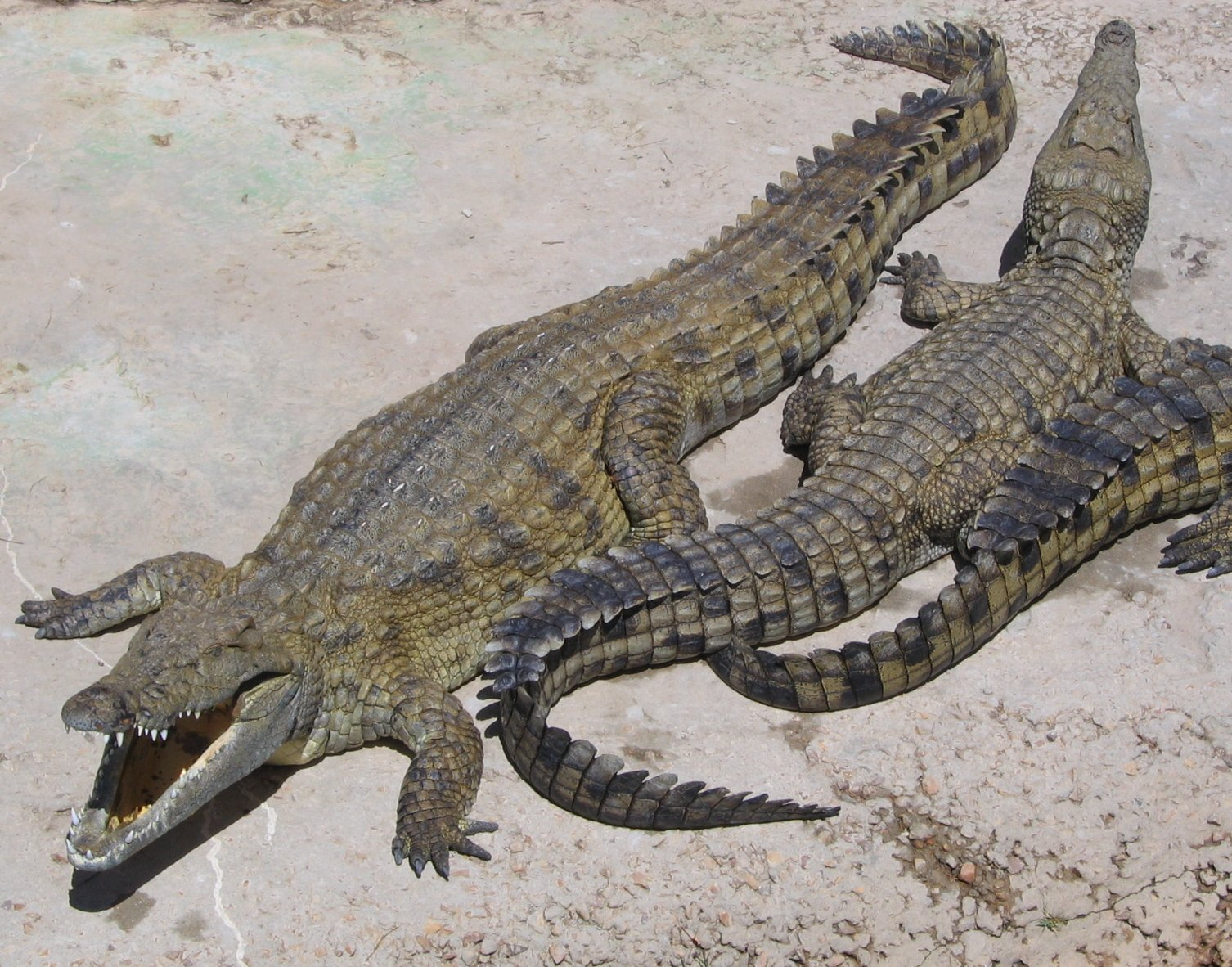
Crocodile
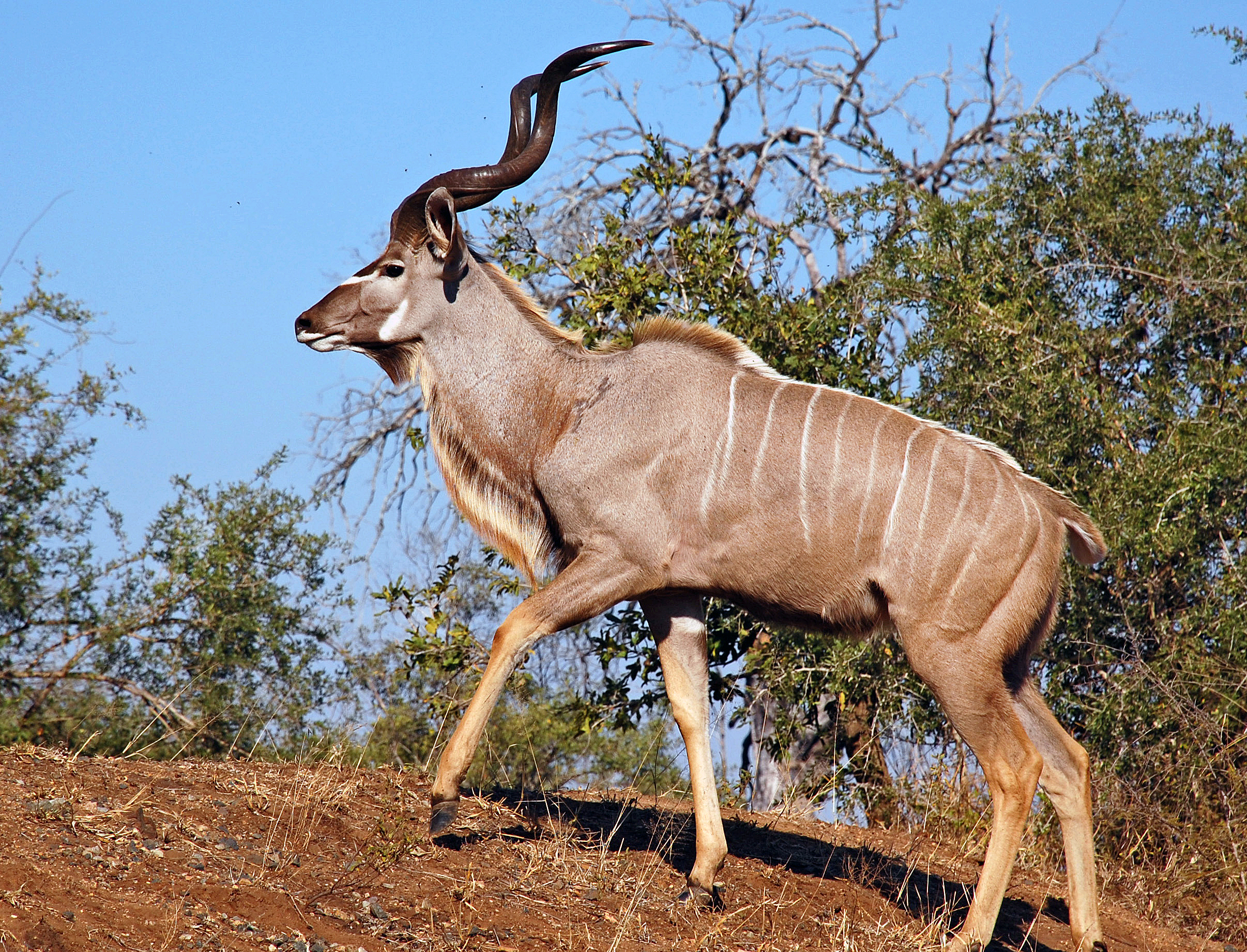
Grand Koudou
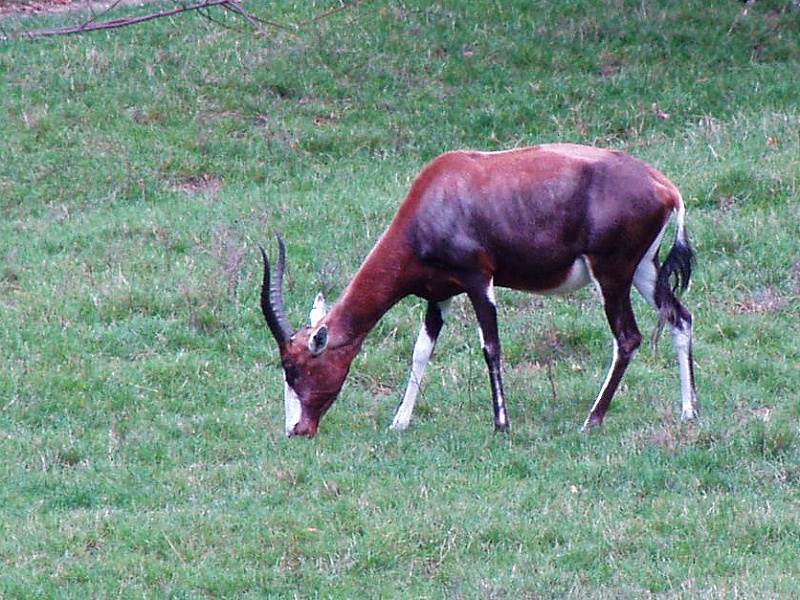
Blesbok
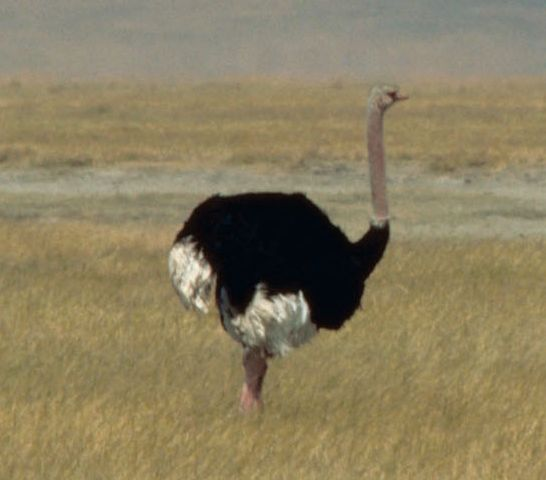
Autruche